# ひょうま
株式会社ひょうま（かぶしきかいしゃ ひょうま、HYOMA Company, Limited）は、島根県益田市に本社を置くお墓及び仏壇・仏具の製造・販売、介護サービス事業等を行う会社。

## 概要
1938年（昭和13年）創業。
中国地方（山口県を除く）・兵庫県・京都府に仏壇・仏具店を展開。
山陰（島根県・鳥取県）地方では同社のマスコットキャラ「ひょうま君」が出演するTVCMを放送。

## 沿革
- 1938年（昭和13年） - 創業。
- 1971年（昭和46年）10月1日 - 「株式会社兵間仏閣堂」に組織変更。
- 1989年（平成元年） - 「株式会社ひょうま」に社名変更[4]。